# 葛蕾特·麥耶爾
葛蕾特·麥耶爾（丹麥語：Grethe Meyer，1918年4月8日—2008年6月25日）是丹麥一名著名建築師和設計師，活躍於建築、家具等各種領域。自1960年代起，她擁有了自己的工作室，開始為皇家哥本哈根瓷器設計餐具，其實用主義為上的設計令她聲名大噪，除此之外，她又有為喬治·傑生等國際品牌設計產品。葛蕾特·麥耶爾的父親是一名導演，母親則是一名鋼琴家，1947年，她畢業於丹麥皇家美術學院的建築系。